# 3521 Comrie
3521 Comrie (1982 MH) là một tiểu hành tinh vành đai chính được phát hiện ngày 26 tháng 6 năm 1982 bởi Alan C. Gilmore và Pamela M. Kilmartin ở Mount John.